# Саттон-Колдфилд
Саттон-Колдфилд (англ. Sutton Coldfield), официально Королевский город Саттон-Колдфилд, англ. The Royal Town of Sutton Coldfield, — город и община, с 1972 года часть метрополитенского ареала Бирмингема (Западный Мидленд, Англия). Количество жителей согласно переписи населения 2021 года — 96 678 человек.

## Этимология
Название Саттон восходит к древнеанглийскому словосочетанию, обозначающему в переводе «южный город» или «южная ферма» (др.-англ. suth tun). Вероятно, название связано с тем, что эта местность располагалась к югу от Тамуэрта — политического центра королевства Мерсия — или Личфилда, центра одноимённой епархии. Вторая половина названия, Колдфилд, восходит к словосочетанию col field, где col традиционно переводится как «уголь»: в данном регионе активно выжигался древесный уголь.

## География

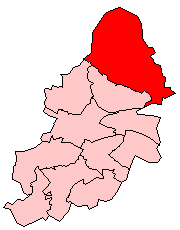
Саттон-Колдфилд (выделен красным) на карте Бирмингема

Саттон-Колдфилд расположен на расстоянии 6 миль (10 км) к северо-востоку от городского центра Бирмингема. Граничит с Личфилдом, Норт-Уорикширом, Стаффордширом и Уолсоллом. Муниципальная площадь в 2021 году составляла 57,8 км² (крупнейшее административное образование в составе Бирмингема, намного превосходящее по площади любое из остальных).
Через город проходит железнодорожная ветка, соединяющая центр Бирмингема с Личфилдом. Саттон-Колдфилд связан с национальной системой автомобильных дорог и обслуживается многочисленными автобусными маршрутами.

## История
О человеческой деятельности в данном регионе в доримский период известно мало, хотя при раскопках на территории национального заповедника Саттон-Парк обнаружены доисторические кострища и следы построек бронзового века, отличных от типовой римской планировки и, возможно, относящихся к доримскому периоду. После завоевания Британии римлянами в ней была построена сеть дорог, две из которых пересекались на месте современной деревни Уолл к северу от современного Саттон-Колдфилда. В этом месте римлянами был построен форт Этоцетум. Участок шедшей с севера на юг дороги на территории современного Саттон-Парка представляет собой один из наиболее хорошо сохранившихся образцов римского дорожного строительства на территории Великобритании. После ухода римлян и вытеснения коренных британцев англо-саксонскими захватчиками регион стал частью королевства Мерсия; в этих местах располагались обширные охотничьи угодья. К моменту нормандского завоевания это была часть владений эрла Мерсии Эдвина, погибшего в борьбе с норманнами.
Название Саттон впервые упоминается в «Книге Страшного суда» в 1086 году. Это название относится к лесному массиву размерами примерно 3 на 1,5 км, бывшему частью королевского леса Каннок. В 1125 году Саттонские охотничьи угодья были пожалованы королём Генрихом нормандским графам Уорикам. В следующие три века регион оставался собственностью Уориков, построивших там манор, разбивших охотничий парк и рыбные пруды. При Уориках Саттон был процветающим ярмарочным городом, но очередной граф в ходе войны Алой и Белой розы оказался на проигравшей стороне, и после его смерти в 1471 году владение возвратилось в королевскую собственность.

Герб Джона Веси, епископа Эксетерского

В 1528 году Генрих VIII присвоил Саттону статус королевского города и передал управление им Джону Харману, епископу Веси, который провёл так последние годы жизни. При этом лорде была составлена королевская хартия Саттона, согласно которой городом должна была управлять «корпорация», состоящая из смотрителя и представителей общины. Герб Саттона основан на личном гербе епископа Веси и включает крест на серебряном поле с головой оленя в центре и четырьмя птицами, по одной у каждой вершины креста. При Веси была отстроена рыночная площадь, возведена городская ратуша и открыта начальная школа. Во времена Шекспира Саттон описывался как процветающий, чистый и тихий город с мощёными улицами и деревянными домами, окружающими церковь.
В 1790 году в книге об Уорикшире Саттон-Колдфилд упоминается как небольшой посёлок с 14 тавернами. К 1825 году был в основном завершён процесс огораживания и распределения общинных земель между землевладельцами, а в 1862 году до города дошла железная дорога. Городское самоуправление было реорганизовано в 1883 году: традиционную корпорацию сменил выборный орган. В 1972 году в результате административных реформ Саттон-Колдфилд стал частью городской агломерации Бирмингема.

## Население и администрация
При самой большой площади из всех административных подразделений Бирмингема в Саттон-Колдфилде самое малочисленное население и самый низкий процент жителей в возрасте до 24 лет. Согласно переписи населения 2021 года, в этом году в Саттон-Колдфилде проживали 96 678 человек (среднегодовой прирост населения с 2011 года 0,16 %). Плотность населения — 1672 чел./км. 21 % жителей составляли дети и подростки в возрасте до 17 лет включительно, 23 % — люди пенсионного возраста (65 лет и старше). Почти 90 % были уроженцами Великобритании, крупнейшие иммигрантские группы — выходцы из стран Африки (4,5 %) и Европейского Союза (3 %). Свыше 30 % респондентов не ответили на вопрос о принадлежности к какой-либо вере, более 50 % жителей исповедовали христианство, по 4 % — ислам и сикхизм, 2 % — индуизм. Процент этнических меньшинств среди населения намного ниже среднего показателя не только по Бирмингему, но и в целом по стране.
С 1528 по 1883 год управление Саттон-Колдфилдом осуществляла корпорация, включавшая королевского управляющего и представителей общины. В 1883 году в результате административной реорганизации её сменил городской совет, формировавшийся на выборной основе. После вхождения Саттон-Колдфилда в состав Бирмингема муниципальная власть в нём была упразднена. Однако в 2015 году был проведён опрос среди жителей города, в ходе которого 70 % поддержали возрождение собственного городского совета. В мае 2016 года прошли первые выборы в новый совет: 4 избирательных округа направили в него 24 депутата. Согласно уставу, выборы в городской совет проходят каждые четыре года. Депутаты совета ежегодно избирают мэра и заместителя мэра.

## Экономика
Четыре округа, формирующие Саттон-Колдфилд, в основном представляют собой жилые районы, хотя на северо-западе его территории располагаются сельскохозяйственные участки. Саттон-Колдфилд — наиболее зажиточная часть Бирмингема, его характеризуют низкий уровень безработицы и высокие средние доходы жителей. В городе отсутствуют кварталы бедноты, хотя в 2015 году 12 % детей проживали ниже черты бедности (в среднем по Бирмингему 37 %, по стране 25 %). В городском центре высокая концентрация предприятий торговли и обслуживания.
62 % жителей в 2015 году были в трудоспособном возрасте. По данным этого года, уровень безработицы в Саттон-Колдфилде составлял лишь 1,1 % и продолжал снижаться. Более 80 % работающих жителей были заняты в частном секторе, в городе насчитывалось почти 4000 мест работы. Около трети рабочих мест приходилось на общественные службы, 35 % — на торговлю и обеспечение досуга и 16 % на финансовые и профессиональные услуги.

## Культура
Действующий с 1994 года Саттонский театр искусств ставит до семи пьес в год, в остальное время предоставляя сцену гастролирующим коллективам. В городе также действует художественная галерея, один этаж которой отведён под произведения живописи (в экспозиции картины около 20 художников), а второй под произведения прикладного искусства. В Саттон-Колдфилде был создан популярный хип-хоп-дуэт The Northen Boys
На территории Саттон-Парка проходят регулярные соревнования по триатлону; водная часть дистанции проходит по озеру Пауэллс-Пул в парке. Там, в частности, прошли состязания по триатлону в рамках Игр Содружества 2022 года.

### Исторические постройки

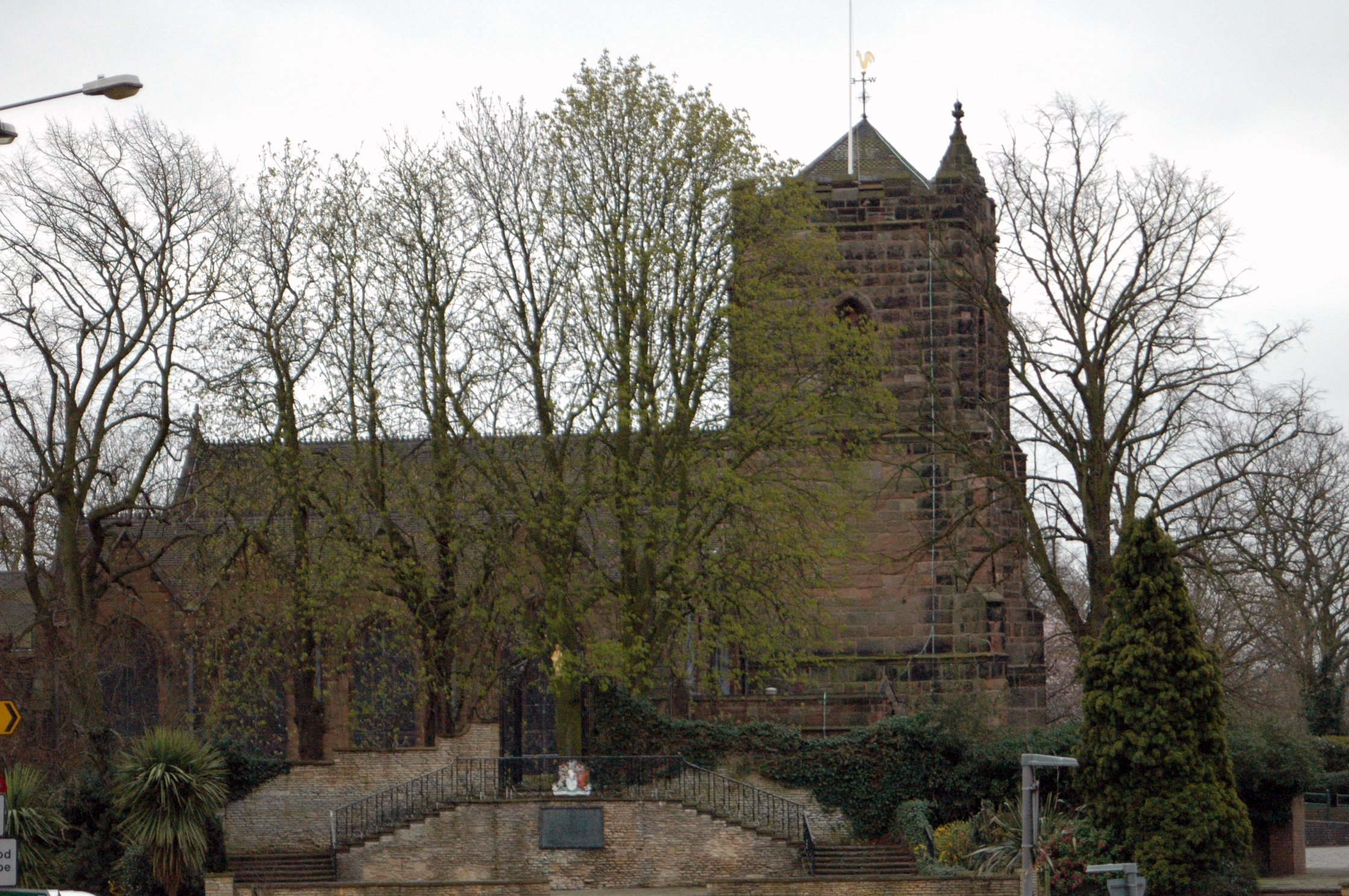
Церковь Святой Троицы

На территории Саттон-Колдфилда сохранился ряд старинных зданий. В их числе усадьба Нью-Холл, строительство и реконструкция которой ведётся с 1200-х годов. Предположительно, первоначально здание возводилось как охотничий домик графов Уориков, но к середине XV века служило манором. Оригинальное здание церкви Святой Троицы было построено в 1300-е годы, когда Саттон-Колдфилд впервые стал ярмарочным городом. Церковь неоднократно перестраивалась, её колокольня возведена в XV веке, а основное здание расширено в 1533 году при епископе Веси. В городе также сохранились другие здания XVI века, связанные с именем Веси, в том числе основанная им начальная школа; особняк Моут-Холл (построен в 1680 году); бывшая католическая церковь, с 1920-х годов служащая молодёжным общественным центром; и насосная станция, построенная в 1930 году.